# Exploration Flight Test-1
Exploration Flight Test-1 o EFT-1 (anteriormente conocido como Orion Flight Test 1 u OFT-1 ) fue el primer vuelo de prueba del vehículo tripulado multipropósito Orión. Sin tripulación, se lanzó el 5 de diciembre de 2014, a las 12:05 UTC (7:05 a. m. hora local), por un cohete Delta IV Heavy desde el complejo de lanzamiento 37B en la Estación de la Fuerza Aérea de Cabo Cañaveral.
La misión fue una prueba de cuatro horas en dos órbitas del módulo de la tripulación de Orión, con un alto apogeo en la segunda órbita y concluyendo con un reingreso de alta energía a una velocidad de unos 32.000 km/h. Este diseño de misión es similar a la misión Apolo 4 de 1967, que validó el sistema de control de vuelo Apolo y el escudo térmico en condiciones de reingreso planificadas para el regreso de las misiones lunares. 
La NASA promovió fuertemente la misión, colaborando con Sesame Street y sus personajes para educar a los niños sobre la prueba de vuelo y la nave espacial Orión.

## Objetivos
El vuelo estaba destinado a probar varios sistemas de Orión, incluidos eventos de separación, aviónica, protección térmica, paracaídas y operaciones de recuperación antes de su lanzamiento planificado a bordo del Sistema de Lanzamiento Espacial. 

## Montaje de vehículos
EFT-1 Orion fue construido por Lockheed Martin. El 22 de junio de 2012, se completaron las soldaduras finales del EFT-1 Orión en la Michoud Assembly Facility en Nueva Orleans, Luisiana. Luego fue transportado al Edificio de Operaciones y Comprobación del Centro Espacial Kennedy, donde se completó el resto de la nave espacial. El cohete Delta IV se colocó en posición vertical el 1 de octubre de 2014, y Orión fue acoplado con el vehículo el 11 de noviembre.

## Vuelo

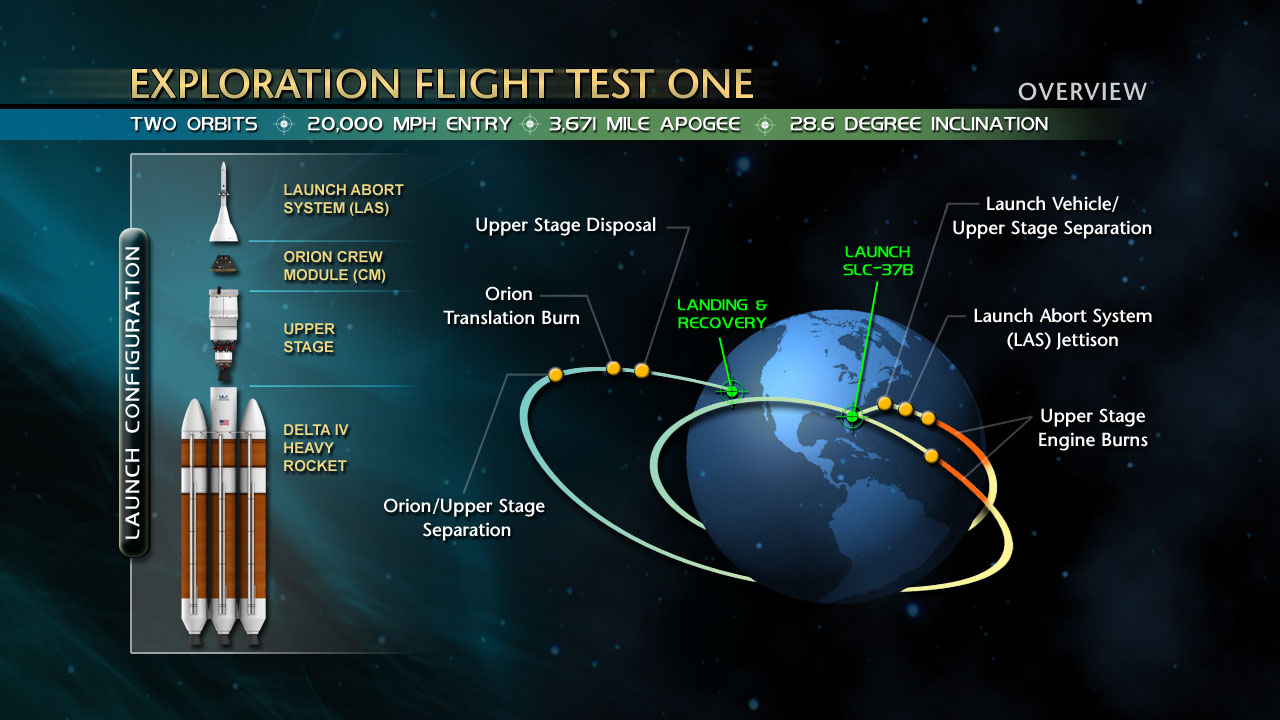
Diagrama de la misión

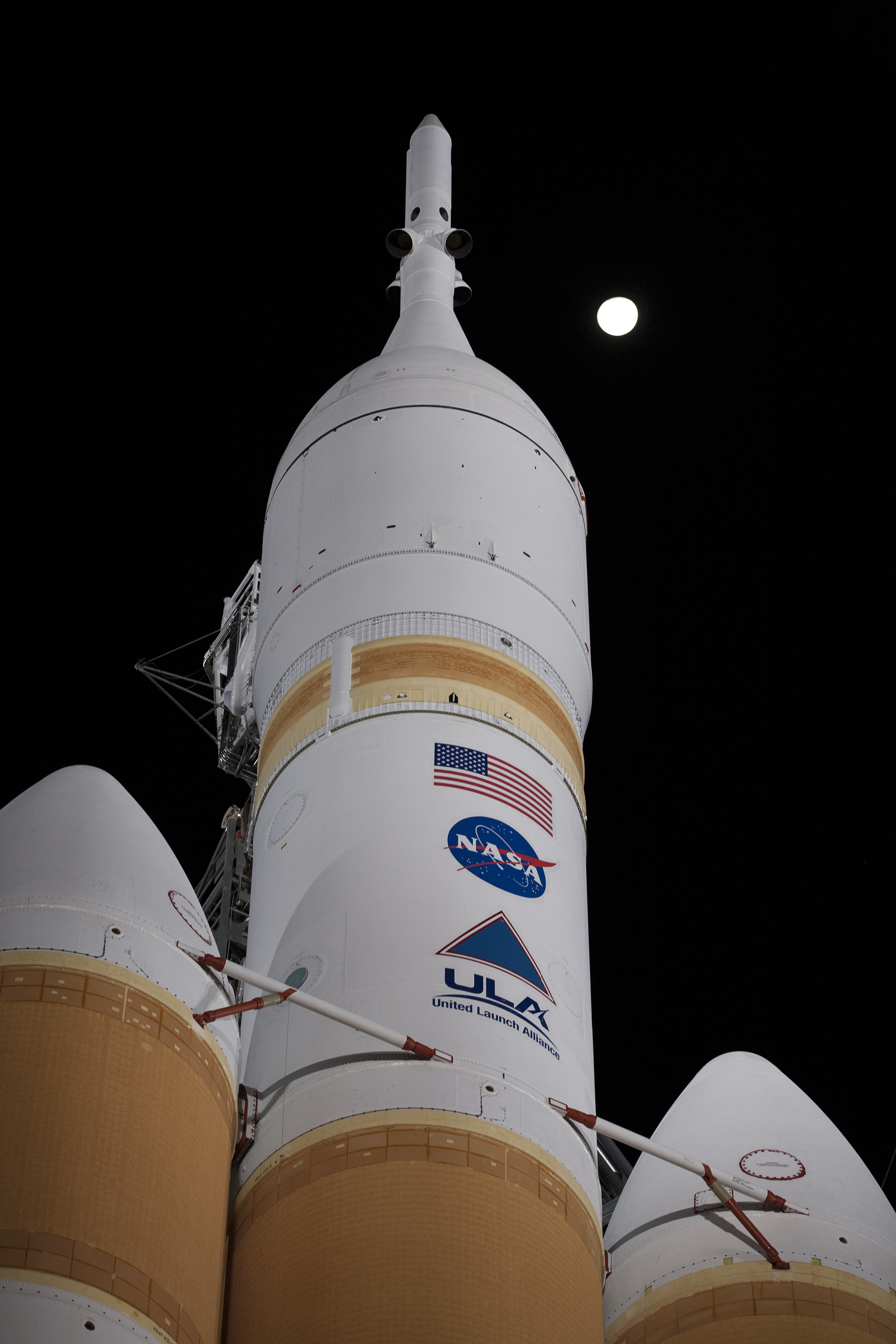
EFT-1

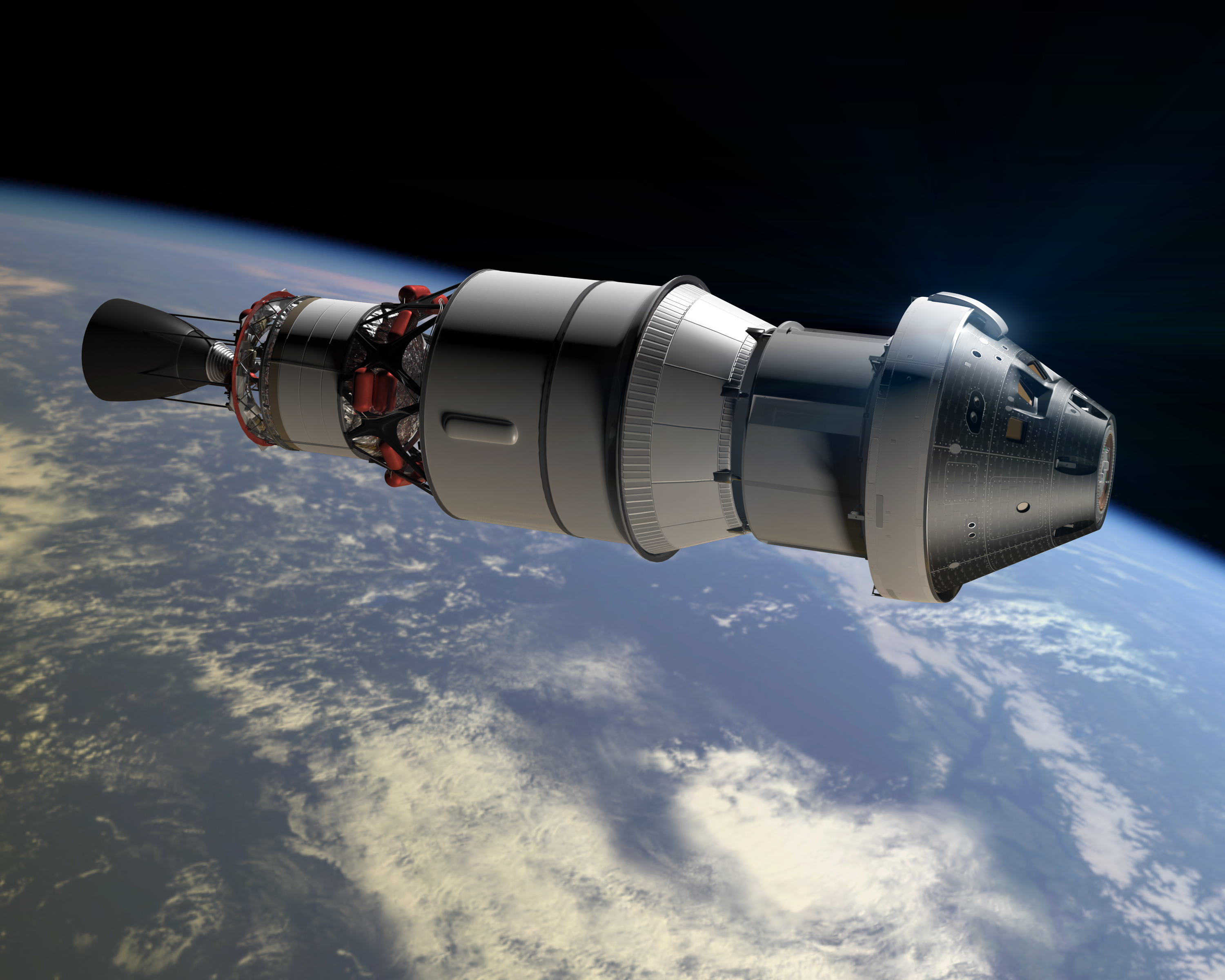
Representación de la cápsula de Orión y la etapa superior de Delta IV durante EFT-1

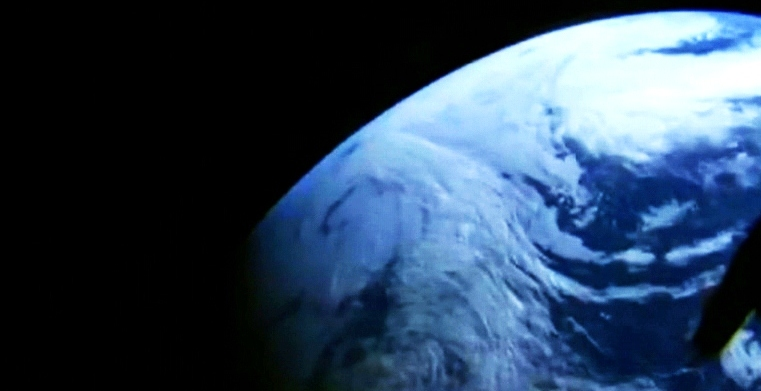
La Tierra vista desde la nave espacial EFT-1 Orion

El vuelo de cuatro horas y media llevó a la nave espacial Orión en dos órbitas de la Tierra. La altitud máxima fue de aproximadamente 5800 kilómetros. La gran altitud permitió a la nave espacial alcanzar velocidades de reentrada de hasta 32 mil kilómetros por hora, lo que expuso el escudo térmico a temperaturas de hasta alrededor de 2200 °C.
Durante el vuelo, se evaluaron el módulo de la tripulación, una representación estructural del módulo de servicio, un sistema de aborto de lanzamiento parcial que contiene solo el motor de lanzamiento y el adaptador Orion a la etapa. La nave espacial permaneció unida al módulo de servicio ficticio en la etapa superior del Delta IV hasta que comenzó el reingreso y se basó en baterías internas para obtener energía en lugar de conjuntos fotovoltaicos, que no estaban contenidos en la representación estructural. Los datos recopilados del vuelo de prueba fueron analizados por la revisión crítica de diseño (CDR) en abril de 2015.
| Hora        | Evento |
| ----------- | --- |
| L-6: 00: 00 | Orion encendido, la torre de servicio móvil se retrae. Comienza el abastecimiento de combustible de Delta IV Heavy             |
| 0:00:00     | Se abre la ventana de inicio (7:05 a. m. EST, 12:05 UTC). Lanzamientos de EFT-1.                                               |
| 0:01:23     | Max Q |
| 0:01:23     | Llegar a Mach 1 |
| 0:03:56     | Separación de refuerzo |
| 0:05:30     | Primera etapa MECO (corte principal del motor)                                                                                 |
| 0:05:33     | Primera etapa de separación |
| 0:05:49     | Segunda etapa de encendido No. 1                                                                                               |
| 0:06:15     | Representación estructural del módulo de servicio de carenado                                                                  |
| 0:06:20     | Lanzamiento del sistema de aborto                                                                                              |
| 0:17:39     | SECO No. 1 (segundo corte del motor), Orion comienza la primera órbita                                                         |
| 1:55:26     | Orion completa la primera órbita, la segunda etapa de encendido No. 2                                                          |
| 2:00:09     | SECO No. 2 (segundo corte del motor)                                                                                           |
| 2:05:00     | Ingrese el primer período de radiación alta                                                                                    |
| 2:20:00     | Deja el primer período de alta radiación                                                                                       |
| 2:40:00     | Activación del sistema de control de reacción (RCS)                                                                            |
| 3:05:00     | Alcanzar la altitud máxima (5.800 kilómetros / 3.600 millas)                                                                   |
| 3:23:41     | Orion se separa del módulo de servicio y la segunda etapa, la segunda etapa realiza la eliminación de quemados                 |
| 3:57:00     | Posiciones de Orión para reingreso                                                                                             |
| 4:13:41     | Interfaz de entrada |
| 4:20:22     | Lanzamientos de la cubierta delantera de la bahía, comienza el despliegue de paracaídas (dos drogues, tres platos principales) |
| 4:24:46     | Amerizaje y recuperación por la tripulación del USS Anchorage                                                                  |

Después de un amerizaje en el Océano Pacífico, las tripulaciones del USS Anchorage recuperaron el vehículo de la tripulación EFT-1 Orion. Posteriormente se hicieron planes para equipar la cápsula para una prueba de aborto de ascenso en 2017.

## Galería

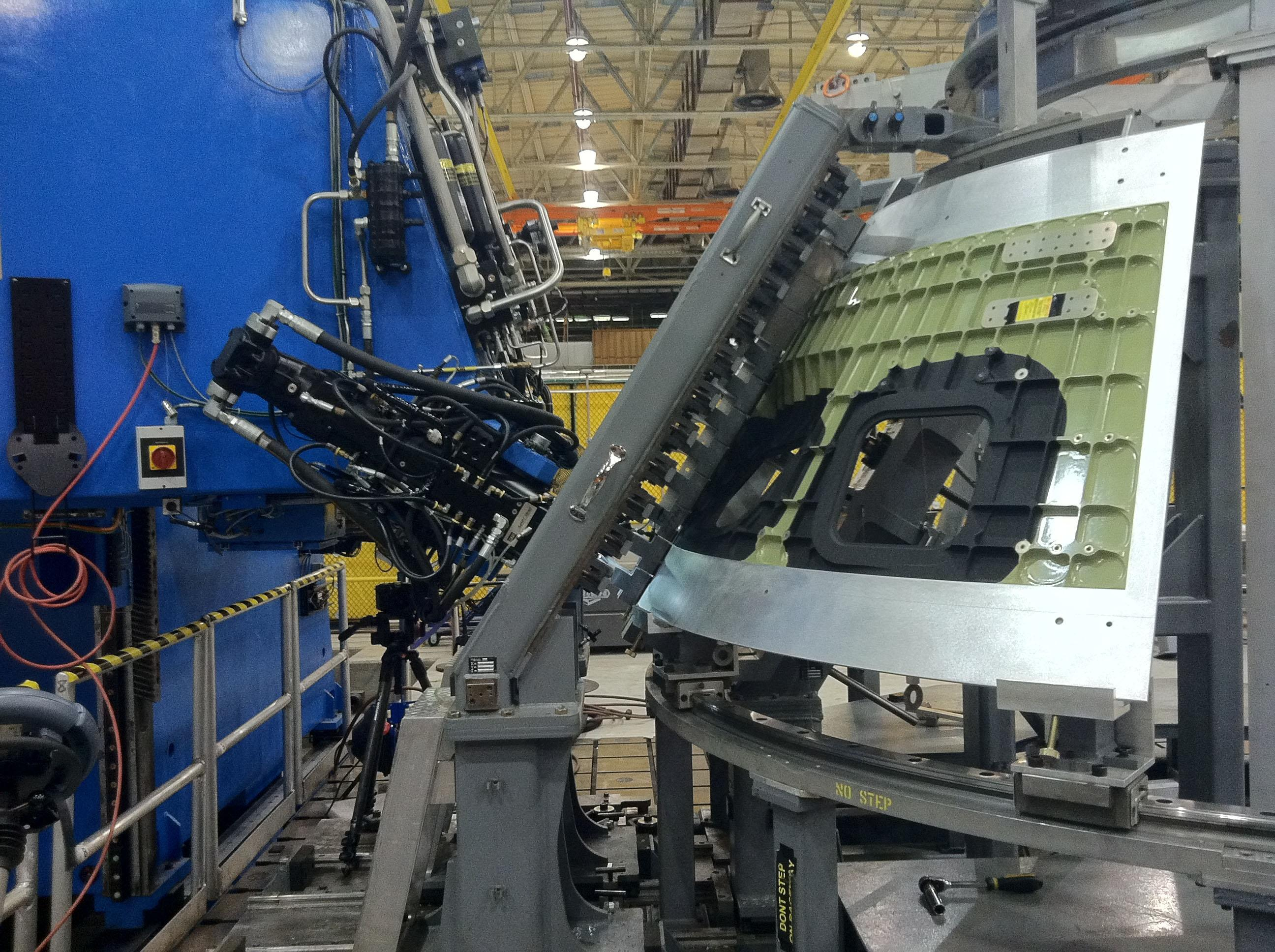
Primera soldadura en la estructura EFT-1 Orion, septiembre de 2011
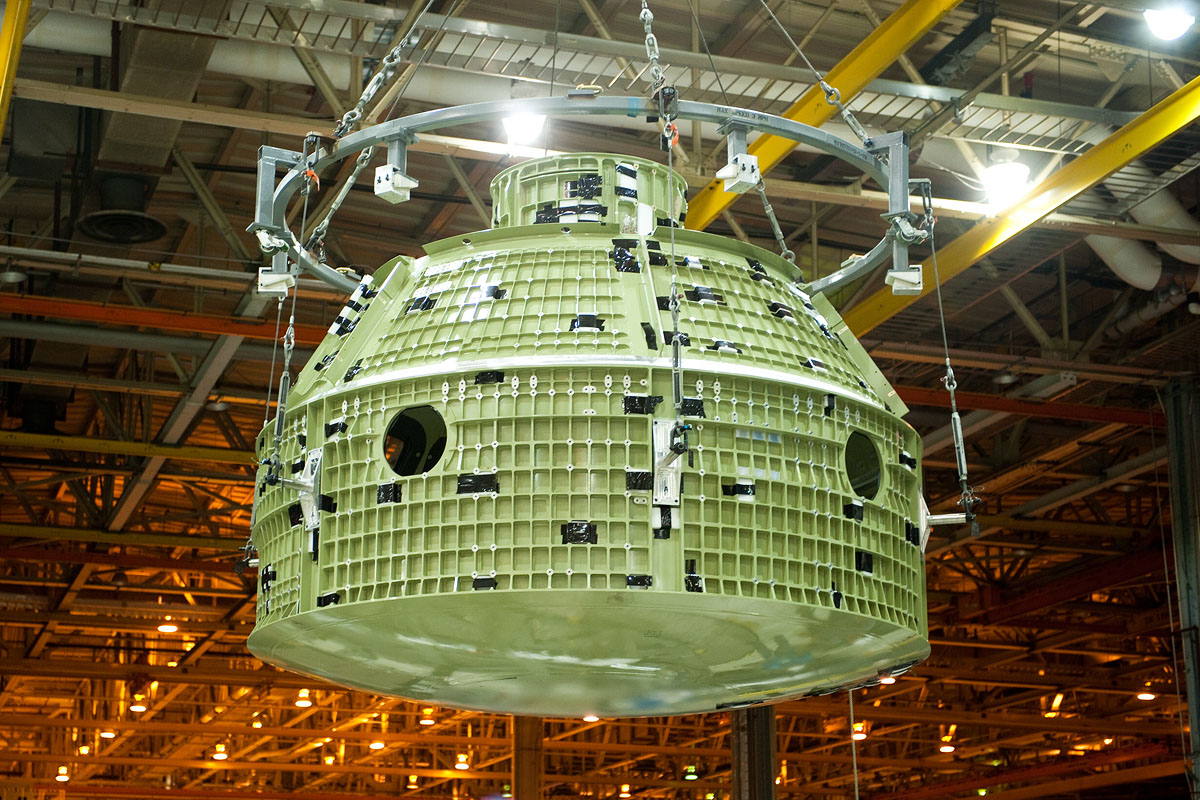
Estructura de Orión después de la soldadura final, junio de 2012
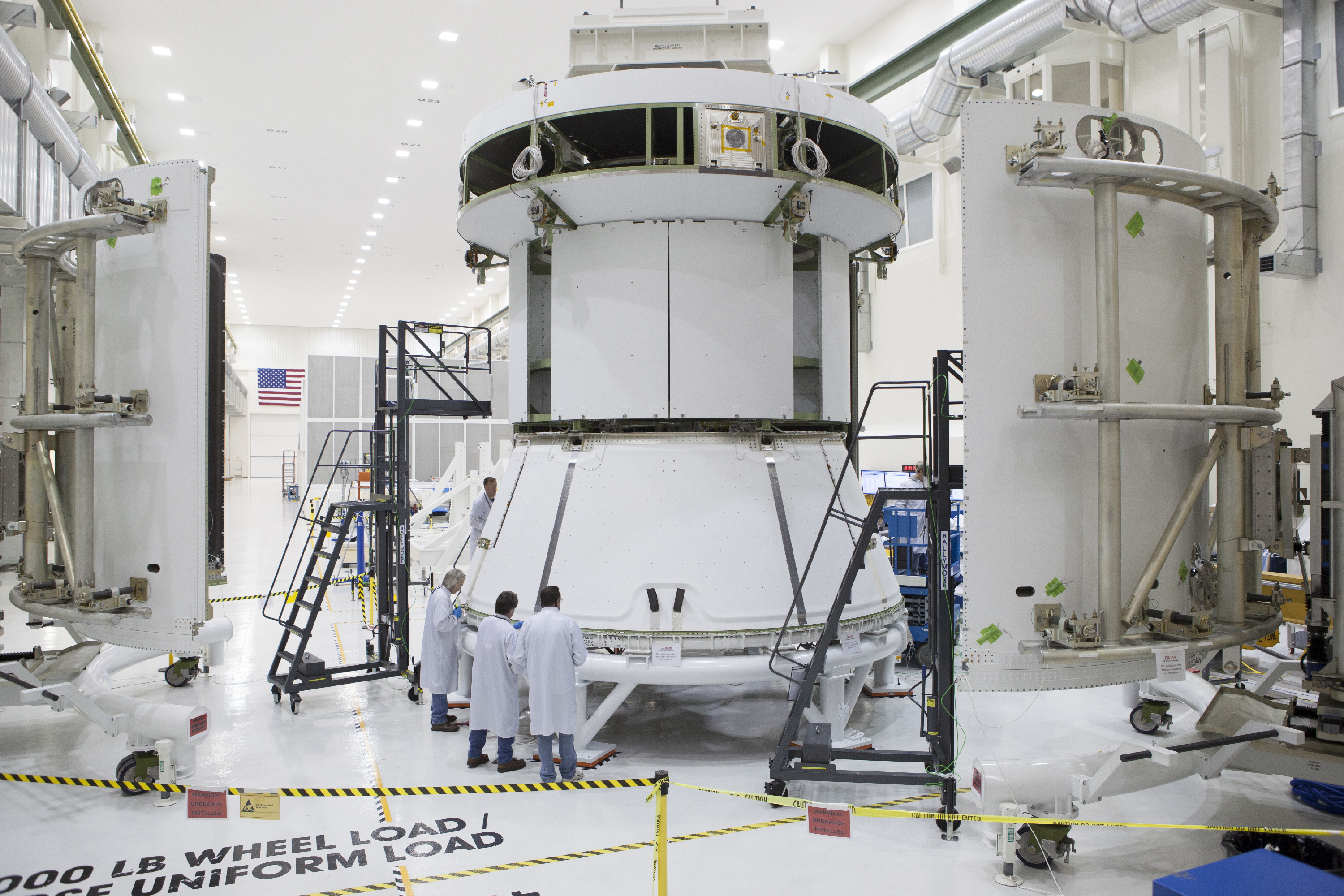
Módulo de servicio de Orion antes de la encapsulación, diciembre de 2013
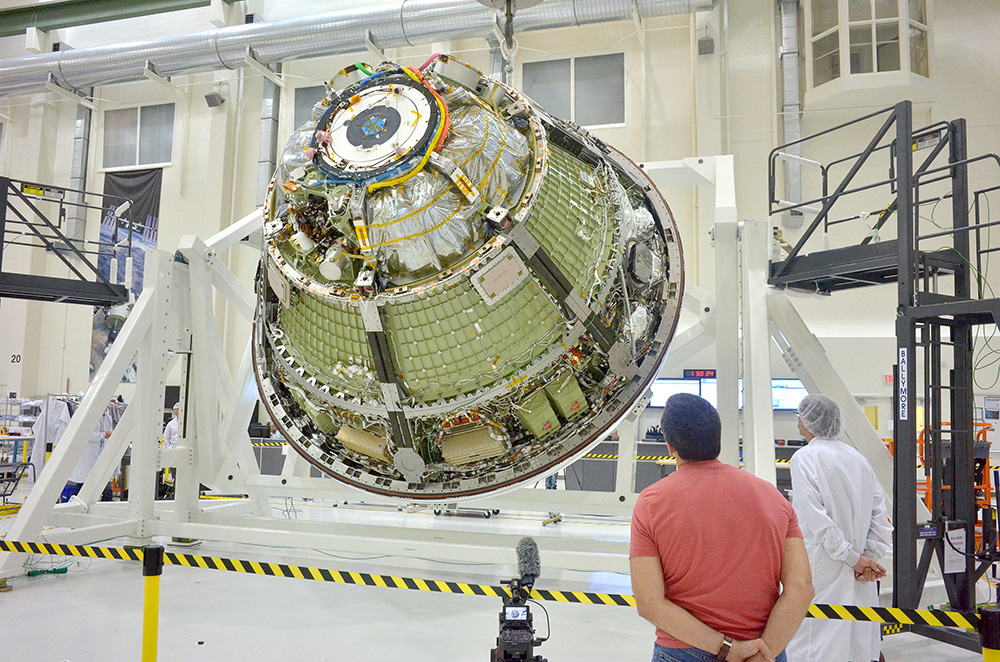
EFT-1 Prueba de peso y centro de gravedad de Orión, junio de 2014
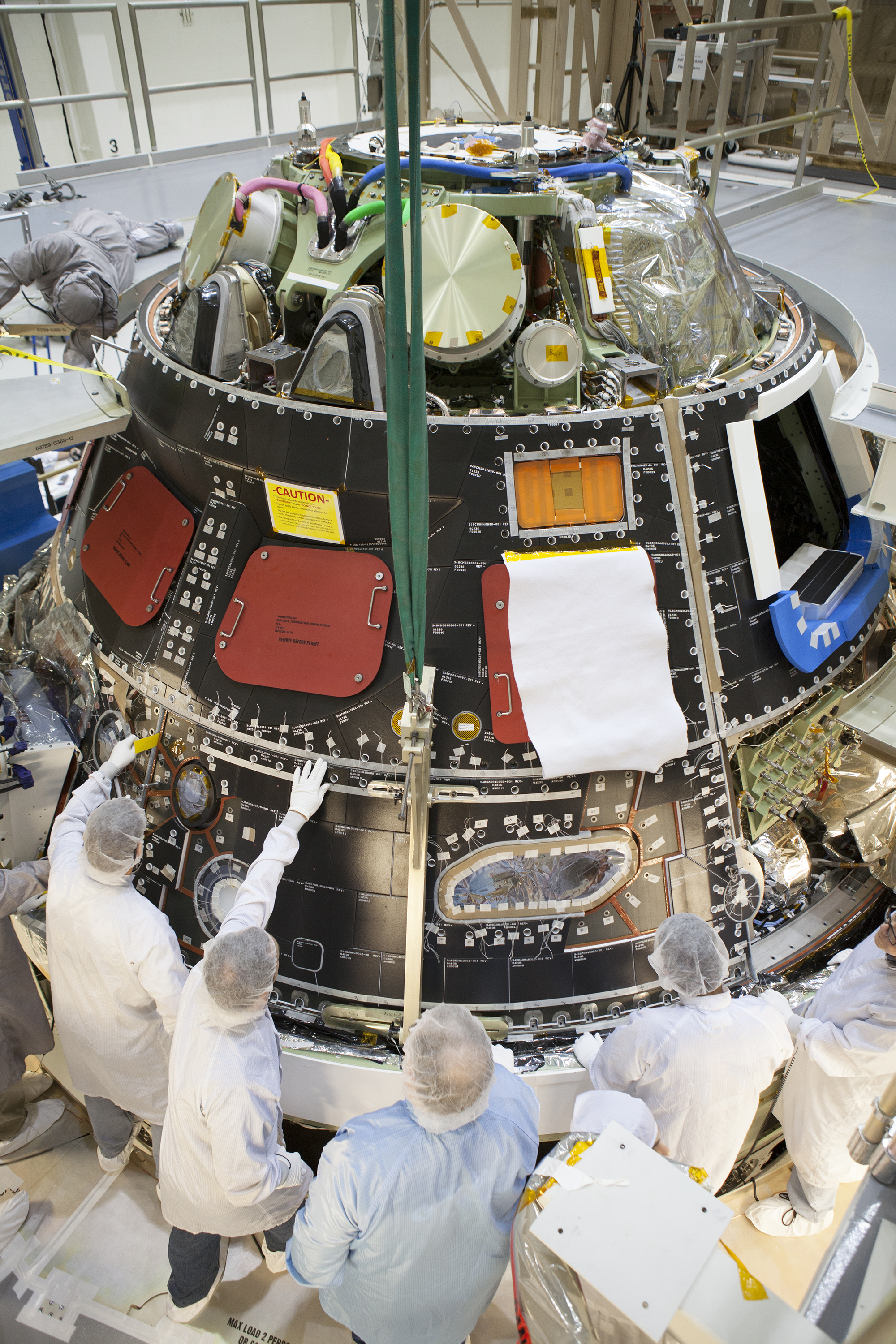
EFT-1 Orion back shell instalación de baldosas, septiembre de 2014
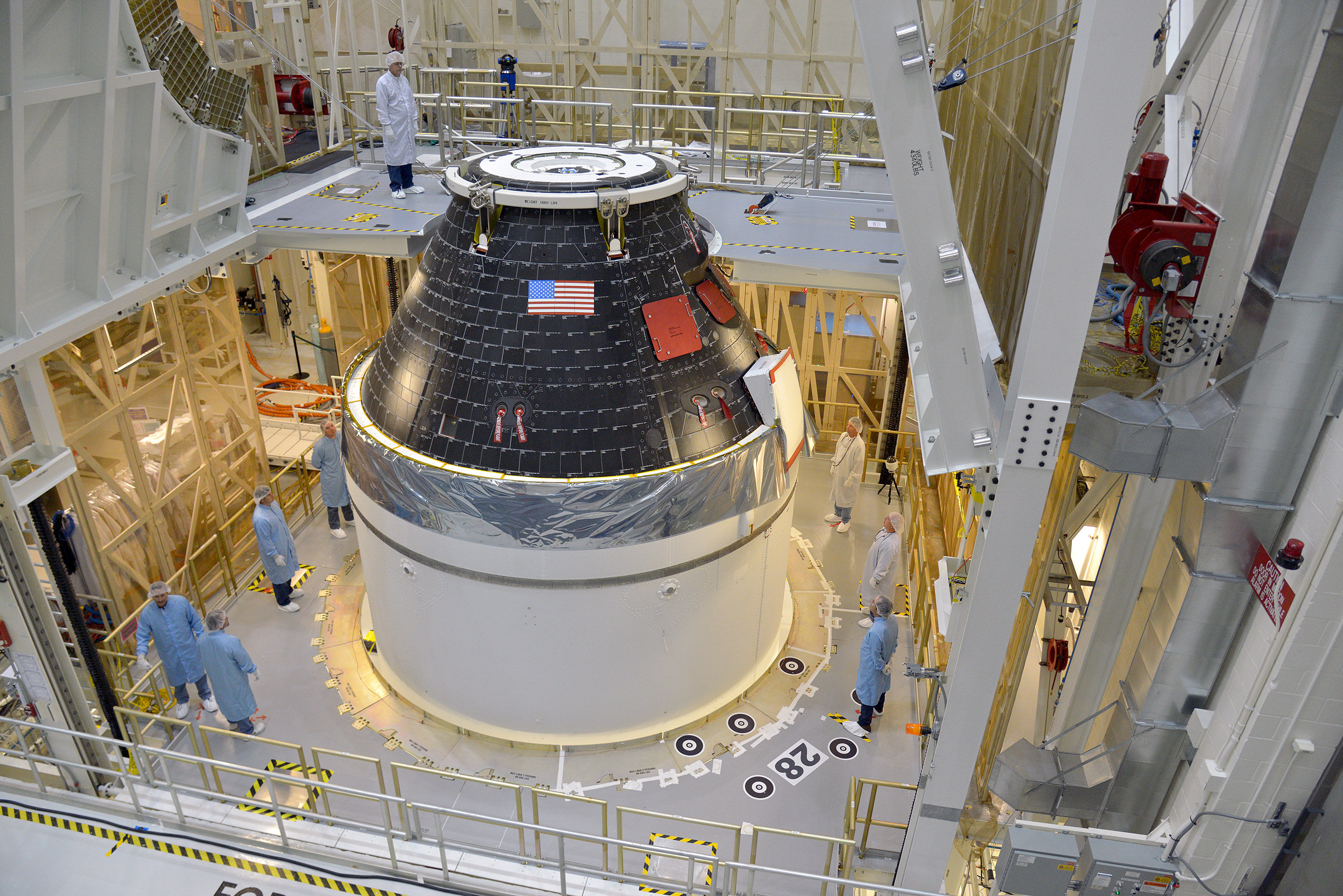
EFT-1 Orion completado, septiembre de 2014
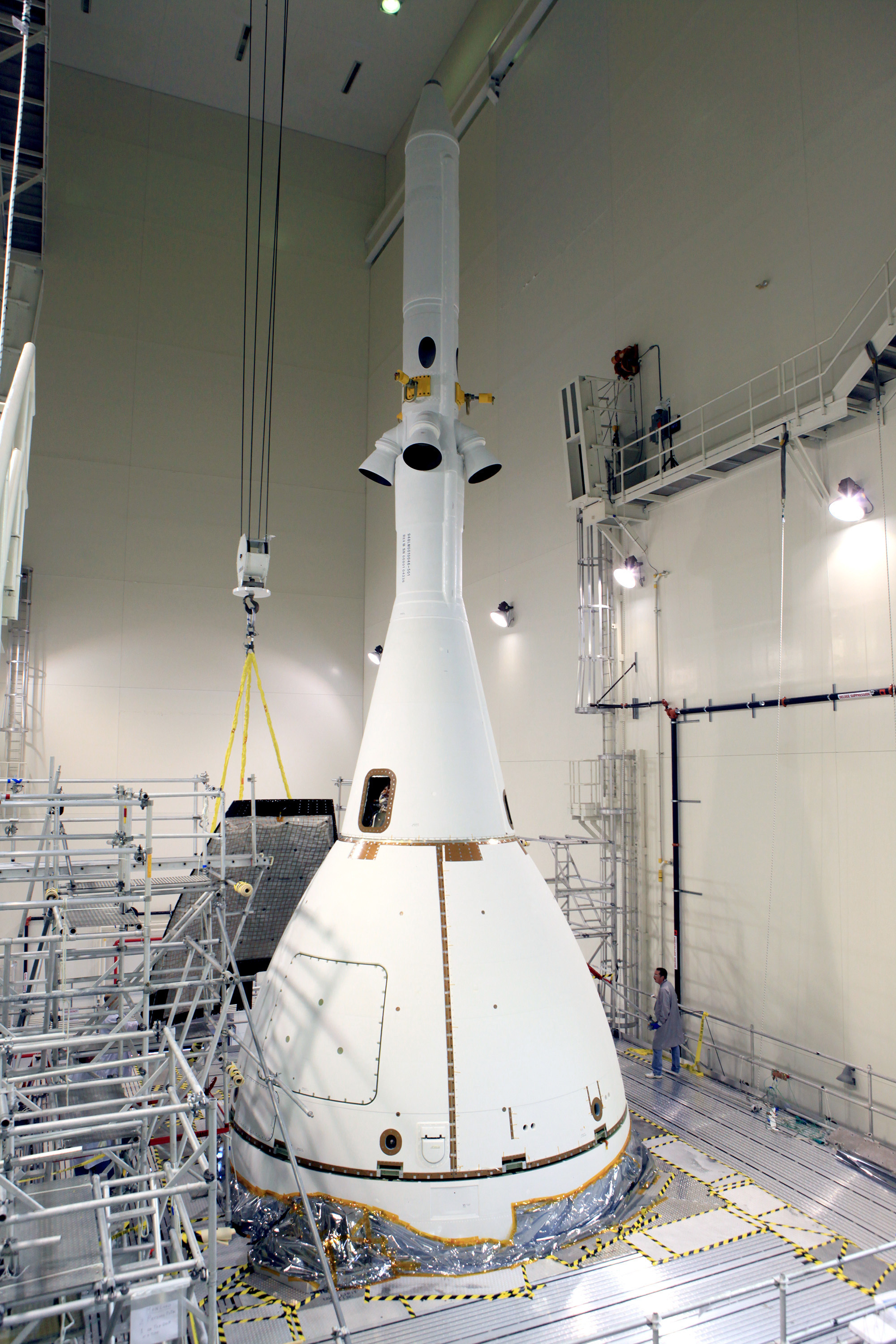
EFT-1 Orion en carenado y con LES, octubre de 2014
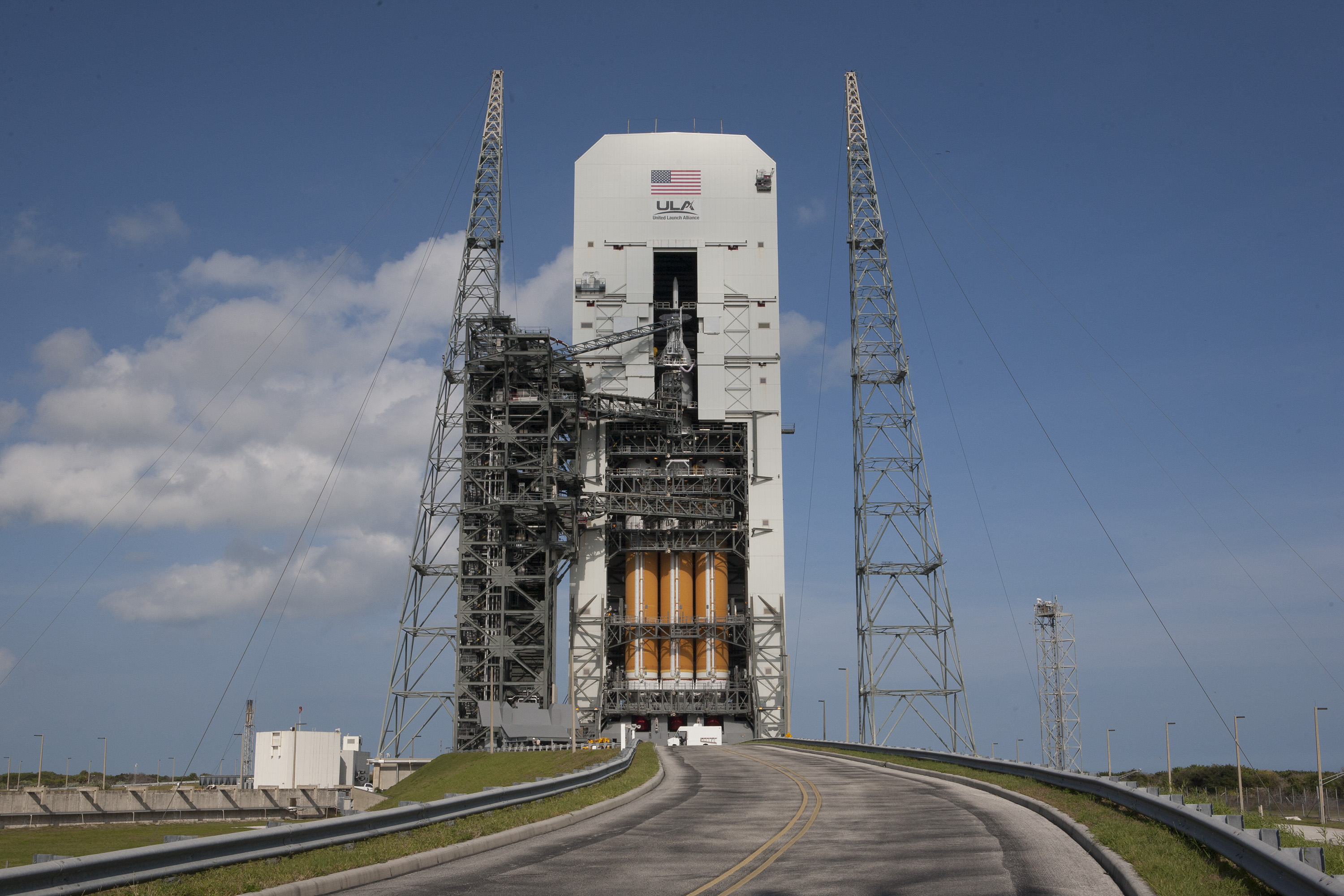
EFT-1 Orion en su Delta IV Heavy, noviembre de 2014
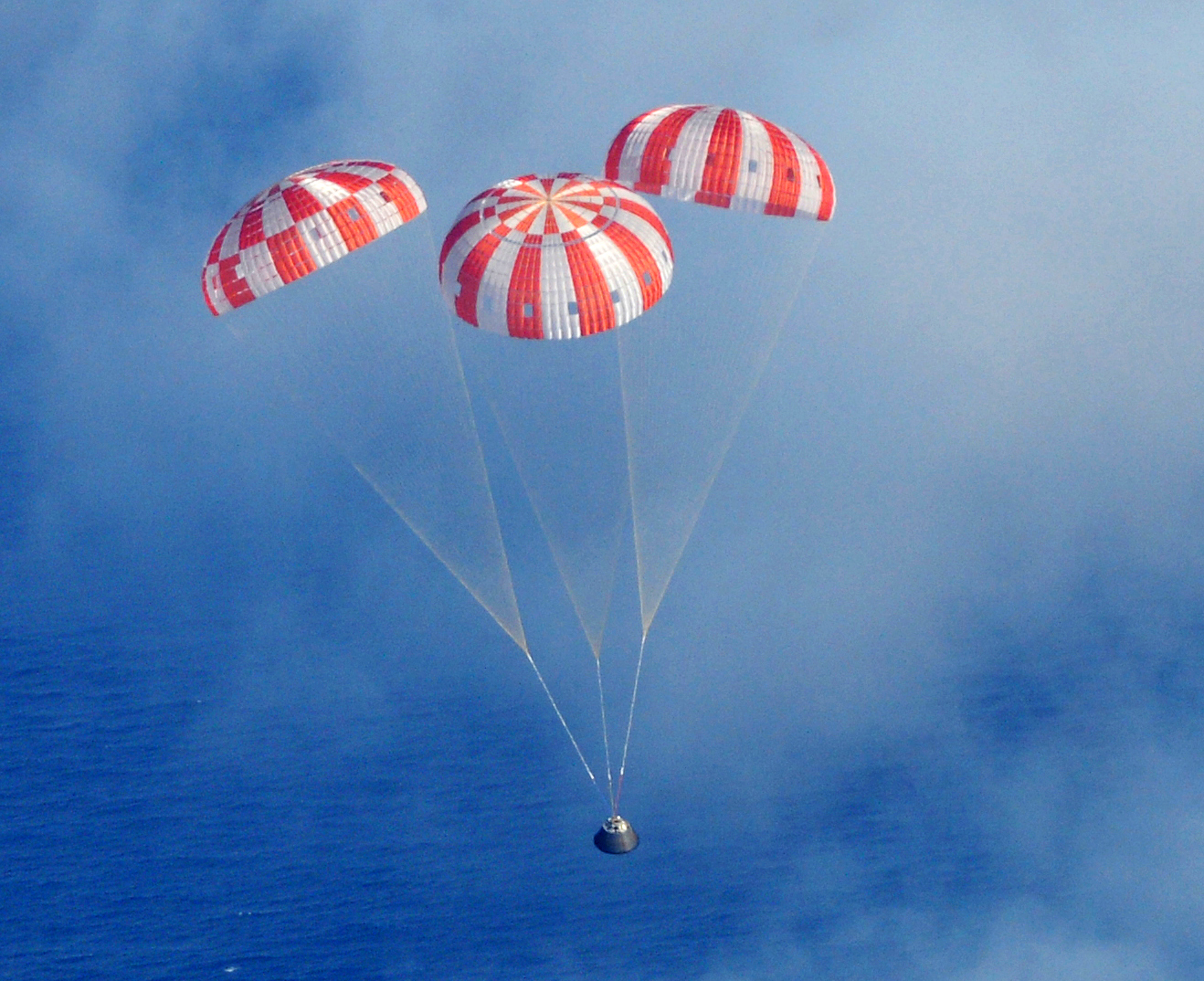
El EFT-1 Orion antes del amerizaje, 5 de diciembre de 2014
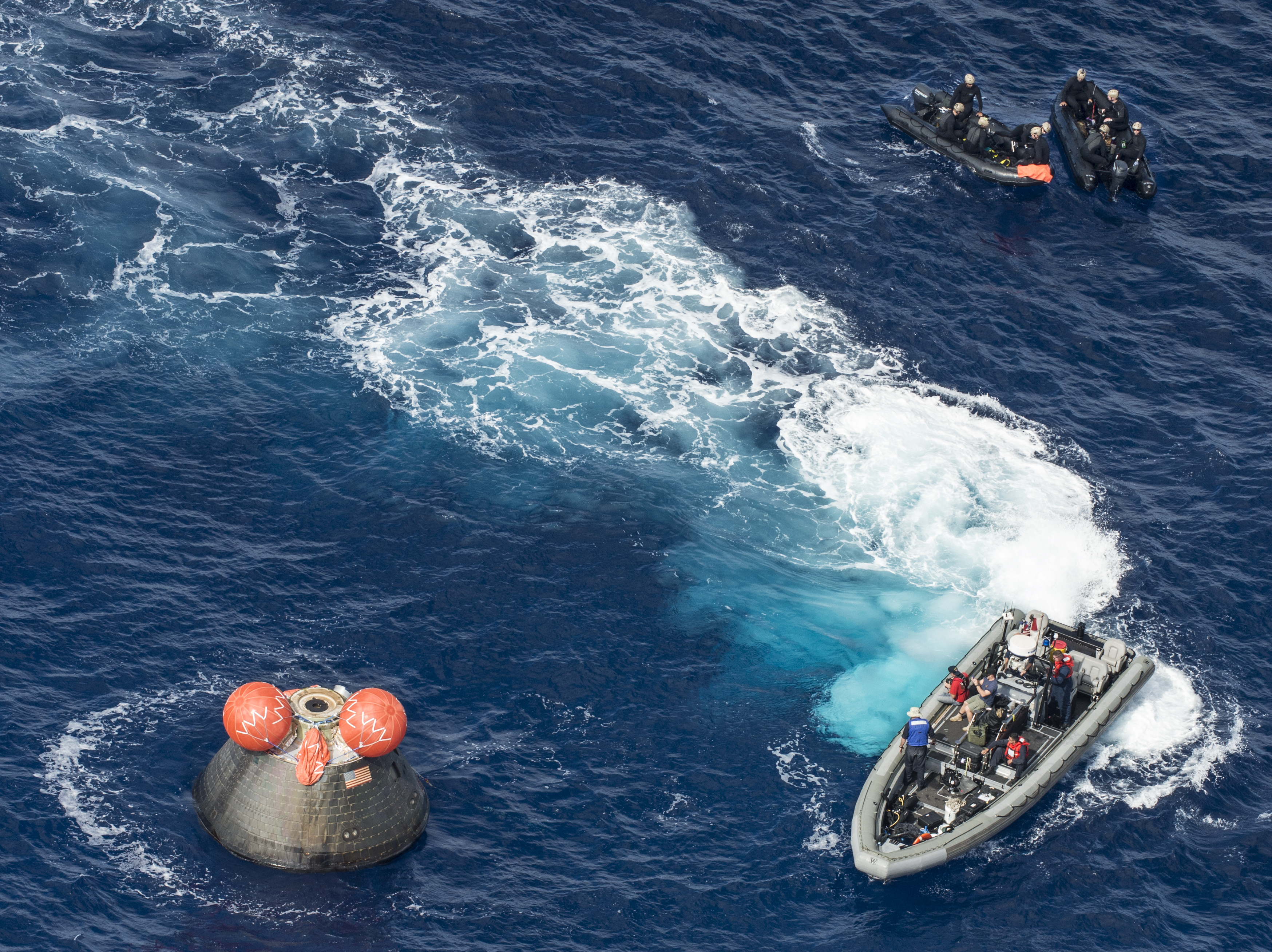
Recuperación del EFT-1 Orion por el USS Anchorage, 5 de diciembre de 2014